# ずっと好きだった
「ずっと好きだった」（ずっとすきだった）は2010年4月21日にSPEEDSTAR RECORDSより発売された斉藤和義38作目シングル。

## 概要
前作から8ヶ月振りの新曲。初回限定盤と通常盤の2形態で発売。本作は資生堂「IN&ON」（インアンドオン）のテレビCMのために書き下ろされた曲で、2010年3月31日から着うた先行配信がスタートした。CMコンセプトの「よみがえれ、私。」と共に同窓会をテーマに再会した初恋の人を告白する歌詞である。メロディはキャッチーで、斉藤本人も覚えやすさを念頭において作ったと語っている。斉藤の楽曲の中でストレートなロックンロールでチャック・ベリーのようでもある。初披露は2010年3月5日の日本武道館ライブで リリースが発表されアンコールで演奏された。このライブはDVD『斉藤和義 ライブツアー2009≫2010 "月が昇れば" at 日本武道館 2010.3.5』に初披露の様子が収録された。
ジャケット写真やテレビ番組出演などで本曲を弾き語りで歌う際に構えているギターは、ジョン・レノンが愛用していた事でも知られるエピフォン・カジノである。MVの詳細は後述。
カップリング2曲目「ウームの子守唄」はアルバム未収録。「ウーム」（英: womb）とは子宮。「ずっと好きだった」リリースの頃の斉藤は第1子誕生を控えていた。そこにはパパになる喜び、これから誕生する息子への気持ちが表れている。3曲目「Phoenix」と初回限定盤に収録の4曲目「ランナウェイ 〜こんな雨じゃ〜」は前述、2010年3月5日開催の日本武道館ライブバージョン。
2017年2月3日よりオンエアの伊藤園「お〜いお茶」『春、まろやか』篇のCM曲に起用される（CM出演は有村架純）。

## 資生堂「IN&ON」のテレビCM
資生堂「IN&ON」は40代半ばの女性向けの内外美容ブランドとして2010年3月21日に発売された「のむ。」（美容ドリンク、美容サプリメント等）と「つける。」（美容液、フェースライン用マスク等） の6週間プログラムが用意されている商品。
2010年3月30日に行われた「IN&ON」のCM発表会にはCM起用の4名伊藤つかさ、荻野目洋子、河合その子、石川秀美が勢揃い、斉藤も登場し、ギター1本で「ずっと好きだった」を歌った。斉藤は演奏後、同窓会で好きな女性と再会してドキドキするイメージで作った曲であると語った。
「IN&ON」のテレビCMは翌3月31日に資生堂公式サイトに公開され、テレビでのCM放送は翌4月1日に開始。「ずっと好きだった」は各バージョンのCMに使用され、15秒CMは彼女らの同窓会、30秒CMは彼女らの「今」のドキュメンタリー。資生堂公式サイトに公開されていた「IN&ON」テレビCMのトップページは2011年6月上旬頃に公開を終了し、各映像ページは公開を続けている。

## ミュージック・ビデオ
「ずっと好きだった」のミュージック・ビデオ（MV）は、ビートルズが1969年に行なった「ルーフトップ・コンサート」をモチーフに、出演者を斉藤本人によるキャスティングで決定し、ポール・マッカートニー役に斉藤、ジョン・レノン役にリリー・フランキー、ジョージ・ハリスン役に2丁拳銃の小堀裕之、リンゴ・スター役に濱田岳を配している。斉藤の故郷である宇都宮市のオリオン通りにあるビルの屋上で撮影した。MVの斉藤は付けヒゲでポールの左利き演奏を模している。MVの監督はスミス。技術担当はレスパスビジョン。エキストラの中にファッションモデルの桔花がいる。また次作の「やさしくなりたい」MVでも再び小堀、リリー、濱田が出演しビートルズのライブをモチーフにしたものとなっている（但し斉藤とリリーの配役が逆になった）。MVのイメージは歌詞の内容に合わせて久し振りに集まった同級生がセッションを行うというものであり、また「ルーフトップ・コンサート」時の「ゲット・バック」のような仕上がりという。斉藤本人の話では、いんちきビートルズごっこの楽しいビデオである。MVは「IN&ON」のCMではない。MVは2010年4月5日（グリニッジ標準時）ビクターエンタテインメントにより45秒のショートバージョンがYouTubeにアップロードされている。カラオケのJOYSOUNDは一部のカラオケ機種でフルバージョンのPVをカラオケ映像に採用している。

## 収録曲
全曲　作詞・作曲・編曲：斉藤和義
| #         | タイトル                                                              | 作詞  | 作曲・編曲 | 時間 |
| --------- | --------------------------------------------------------------------- | ----- | ---------- | ---- |
| 1.        | 「ずっと好きだった」                                                  |       |            | 4:09 |
| 2.        | 「ウームの子守唄」                                                    |       |            | 3:59 |
| 3.        | 「Phoenix（Live at NIPPON BUDOKAN 2010.3.5）」                        |       |            | 7:22 |
| 4.        | 「ランナウェイ 〜こんな雨じゃ〜（Live at NIPPON BUDOKAN 2010.3.5） 」 |       |            | 7:15 |
| 合計時間: | 合計時間:                                                             | 22:45 |            |      |

## 受賞・ノミネート
| 年月日         | 主催者             | 賞                              | 部門                                                | 受賞・ノミネート |
| -------------- | ------------------ | ------------------------------- | --------------------------------------------------- | ---------------- |
| 2010年12月10日 | Apple              | iTunes Rewind 2010              | ベストソング                                        | 受賞             |
| 2011年04月10日 | スペースシャワーTV | SPACE SHOWER MUSIC VIDEO AWARDS | BEST MALE VIDEO（男性ソロアーティストの最優秀作品） | 受賞             |
| 2011年07月02日 | MTVジャパン        | MTV VIDEO MUSIC AID JAPAN       | BEST MALE VIDEO（最優秀男性アーティストビデオ賞）   | ノミネート       |

## カバー

### 各アーティストによるカバー
- 美吉田月 - 2011年2月16日発売のカバーアルバム『PUNK! FLAVOR』に収録。パンク・ロックのアレンジ[29]。
- D.A.Y. - 2011年3月9日発売のカバーアルバム『first diary』に収録。ボサノヴァのアレンジ[30]。
- GHOST COMPANY - 2011年6月7日発売のカバーアルバム『PUNK EATS J-POP -MOSH PIT STYLE-』に収録。英語詞でメロコアパンク調にアレンジされている[31][32][33]。
- LOVE CAFE PROJECT - 2011年6月8日発売のカバーアルバム『LOVE MIX J-POP COVER NON-STOP Mixed By DJ FUJITA』に収録[34]。
- 榎木淳弥 - 2022年7月27日発売のカバーアルバム『[Re:collection] HIT SONG cover series feat.voice actors 〜10's-20's EDITION〜』に収録。
- 木梨憲武（とんねるず）・森七菜・仲間由紀恵・山田裕貴 - サッポロ一番の2024年のテレビCMに使用（歌詞の一部を商品に由来するものに変更している）[35]。

## twitter大喜利 ずっと好きダッター
「twitter大喜利 ずっと好きダッター」（ツイッターおおぎり ずっとすきダッター）は、「ずっと好きだった」のリリースを記念してビクターエンタテインメントにより行われたプロモーション企画である。2010年4月22日から始まったこの企画は、「ずっと好きだった」の歌詞にちなみ同窓会で再会した昔好きだった女性への口説き文句をTwitterで投稿するスタイルの大喜利であり、面白い投稿は特設サイト に設置されたミュージックビデオの画面に掲載された。
最終的なトップ10投稿者は5月11日に斉藤がスペシャルゲストとして参加のスペースシャワーTV「爆裂★エレキングダム!!」公開収録に招待され、斉藤はリリース後に初めてとなる「ずっと好きだった」を生演奏した。
5月13日までに約2400の投稿がなされた。
5月13日から始まった2ndシーズンは、同窓会で告白されるようなキレイな女性として「一風変わったあなたの美の秘訣」を投稿する企画であった。優秀作品トップ10投稿者には「資生堂 IN&ON賞」として「IN&ON」の商品セットを贈呈。
「ずっと好きダッター」はTwitterをAPIで連動させたサービスであり、日本人アーティストとしては初の試みであった。
「爆裂★エレキングダム!!」公開収録で斉藤と共演したエレキコミックのやついいちろうは翌年の2011年6月22日、DJやついいちろう名義のミックスCD第3弾『ゴールデン・ヒッツ』（ビクターエンタテインメント）で「ずっと好きだった」を選曲に入れてリリースした。

## ずっとウソだった
「ずっとウソだった」は、2011年（平成23年）3月11日に起きた、東北地方太平洋沖地震（東日本大震災）により発生した福島第一原子力発電所事故を受けて、斉藤和義が自身の楽曲「ずっと好きだった」を替え歌にして作ったカバーソングであり、反原発ソングとして知られる。「ずっと嘘だった」「ずっとウソだったんだぜ」などの表記もある。朝日新聞社は、英語版のニュースサイトで「Zutto Uso Datta」と表記し、その表記に「It was always a lie」と対訳を付している。
「ずっとウソだった」が広く公に知られたのは、2011年4月7日（日本標準時）に、動画共有サイト「YouTube」へ投稿された出所不明な動画であった。YouTubeに投稿された当時、インターネットで瞬く間に反響を呼んだ。
音楽関係者らの話によると、業界内で動向が注目される「ずっとウソだった」は、斉藤が個人で始めたものであり、福島の原発事故の前年に、結婚15年で待望の第1子が生まれた斉藤は、（低年齢層がより影響を受ける）原発事故や、国の対応に憤り、敢えて代表曲「ずっと好きだった」で、替え歌を作り怒りと悲しみとともに臨んだのであるという。

### 経緯

#### YouTubeの投稿動画
「ずっとウソだった」は、2011年4月7日0時頃（協定世界時4月6日15時頃）、YouTubeにユーザー daichiazuma（協定世界時2011年4月6日登録、41歳、日本）によりアップロードされ、当初は斉藤和義本人かどうか不明であったその動画は、広く公に知られインターネット上で話題を呼んだ。
斉藤和義と思われる、帽子とサングラスの人物が「ずっと好きだった」の替え歌をアコースティック・ギターで弾き語るその4分26秒の投稿動画は、斉藤がプライベートに作った映像が意図しない形でアップされた としてビクターエンタテインメントにより削除依頼が提出され、同7日の昼過ぎにユーザーにより削除、ユーザーdaichiazumaは自身のアカウントも削除した。ユーザーdaichiazumaは動画のタイトルにもなっている「ずっとウソだった」や「そっくりさん」「モノマネ」などを動画のタグに使用していた。そのユーザーが他にタグとして使用したのは「替え歌」「原発」「原子力発電所」「反対」「福島第一原子力発電所」「東京電力」「東電」「放射能」「被曝」「ギター弾き語り」。
帽子とサングラスの人物が、斉藤本人であることはビクターエンタテインメントにより明かされた。斉藤が動画で被っていたそのカウボーイハットは2011年3月17日開催の「東北地方太平洋沖地震チャリティライブ LIVE FOR NIPPON」 に飛び入り参加して「歩いて帰ろう」と「歌うたいのバラッド」を演奏した時の帽子と類似または同一のデザインであり、動画で着用していたカウボーイシャツもまた3月17日のライブと類似または同一のデザインであった。また以前にNHK BS2の「ウエンズデー J-POP」出演で「ずっと好きだった」を歌った際、同様のカウボーイシャツを着用した。
斉藤の所属事務所によると、動画は斉藤が自分で撮影したもので、公表の是非が斉藤と所属事務所とレコード会社の3者で協議されたが、公表には至らなかった。さらに所属事務所によると斉藤は撮影した映像を友人に渡していた。
2011年5月27日に『bridge』誌上で行われた吉井和哉と斉藤の対談 での斉藤の話によると、子どもが生まれたての斉藤としては、原発事故は極めて深刻な事態であり、それほど考えがあったわけではないが、思いついて出来上がり、「よし、録ろう」と1人でビデオを持参してスタジオで録ったものをバラ撒いたということである。
ユーザーdaichiazumaが何者であるか、また、「ずっとウソだった」が斉藤側としての正式なタイトルであるか、それらははっきりとは分かっていないが、『日刊サイゾー』2011年7月22日の記事では、制服向上委員会の脱原発ソングに関する音楽ライターの話に斉藤が引き合いに出された際の表現を引用すると「反原発ソング『ずっとウソだった』を自らYouTubeにアップしたことで話題となった斉藤和義」ということになっている。

#### 吉田照美のラジオオンエアー
2011年4月8日の朝、文化放送のラジオ番組「吉田照美 ソコダイジナトコ」の1コーナー「ビー・スマイル」にて「ずっと嘘だった」はオンエアーされた。吉田照美によると、斉藤は吉田が以前パーソナリティを務めたラジオ「吉田照美のやる気MANMAN!」の熱心なファンであり、斉藤はそのラジオの寺ちゃんのコーナーを観に行くほど好きだったそうである。
吉田は、「斉藤と思われる」人物であると強調しながら、フルコーラスで曲のメッセージを聴いて欲しいと、「斉藤和義さん、ずっと嘘だった」のタイトルコールを掛け、やや高速の音源が放送された。番組で彼のアシスタントを務める唐橋ユミは福島県出身のアナウンサーだが、彼女もまたオンエアー後に「斉藤和義さんで、ずっと嘘だった、でした」とアナウンスした。
吉田は番組開始直前の5時51分47秒（日本標準時）、替え歌を歌った斉藤を「素晴らしい!!」と自身のTwitterで讃えていた。吉田は「ずっと嘘だった」を流した直後の8時18分20秒（日本標準時）、「ずっと嘘だった」を生放送のラジオで流した旨をTwitterで報告するとともに「名曲だ。涙が出ました。ありがとう!」と感想を述べた。

#### TBSラジオのオンエアー
2011年4月8日深夜のTBSラジオの番組「ニュース探究ラジオ Dig」は、日付が4月9日に変わって開始した「DigTag 大根仁の言い逃げ番長」のコーナーで「ずっとウソだった」を流した。TBSラジオの番組アーカイブ欄では「とあるミュージシャンがYOUTUBEで発表した楽曲『ずっとウソだった』」とある。パーソナリティの大根仁によると、プロデューサーとの協議で許可を得て音源を紹介した。大根は4月7日昼13時37分（日本標準時）に「ずっとウソだった」について自身のTwitterでツイートした。

### 斉藤の動向

#### 斉藤和義 on USTREAM 『空に星が綺麗』の生放送
2011年4月8日の夜、斉藤は自身が所属するビクターエンタテインメント内のレーベルSPEEDSTAR RECORDSの公式Ustreamチャンネルで配信の「斉藤和義 on USTREAM 『空に星が綺麗』」にて、素顔を出して改めて替え歌を演奏した。4月1日から1ヶ月間、東京都内の各スタジオから毎週金曜日に生放送で配信していたUstreamライブ『空に星が綺麗』は、東北地方太平洋沖地震の被災者へのチャリティーライブである。8日のライブにおいて2曲目「春の夢」の演奏後に「今、何かと話題の斉藤です。うっしっし」との斉藤のMCコメントがあった。3曲目から10曲目までは100sドラムスの玉田豊夢が参加して斉藤と玉田の2人でセッションをした。斉藤は玉田に「おまえだな、斉藤和義のそっくりさんは」と嘯いていた。斉藤は各曲の終了後にMCをはさんだりタバコで一服したりしていたが、11曲目「ずっと好きだった」の演奏の後にそのまま「ずっとウソだった」へ突入、このあたりからアクセスが集中してUstreamの配信がフリーズし始めたようであり、それを知った斉藤は演奏を途中で止め、フリーズ状態からの回復を数分間待った後、再度イントロから演奏した。2回目の演奏は最後まで歌い上げた。YouTubeに投稿された帽子とサングラスのビデオでは原子力発電所を運用する日本の各電力会社のうち「東電」など4社を名指ししていたが、8日のライブでは「T電」のように各電力会社名をイニシャル化して歌った。生放送と同時進行していた斉藤のスタッフ陣によるTwitterにおいて「ずっとウソだった」は言及されず、「ずっと好きだった」が11曲目、12曲目は「空に星が綺麗」になっていた。先のYouTube同様、このライブもまた話題を呼んだ。
4月15日のライブ9曲目「Summer Days」の後、斉藤は視聴者が先週より減っているが先週多かったのは「例のそっくりさんが出てきたせいか」とまたとぼけてみせた。11曲目「社会生活不適合者」の後、斉藤はアコースティック・ギターのチューニングをしながら、斉藤和義が好きで大丈夫か30人の観客に問いかけた後、（性愛、もしくは反原発等の）「あの」斉藤和義である自分は正しいことを言っているに過ぎないと言い捨てた。
| 「                                                                        | あのー、今日は女の人が、多、多いっぽいけど、というかほぼ女の人なんですかね。おー。えー、大丈夫ですか、斉藤和義好きなんだとか言ってて、あー（ここで、観客の笑い声の中、1人の観客が「問題ないです」と応える）、ないすか。「あ、あの?」みたいになんないすか。「あの?」って何だっていうあれなんだけどね。正しいことを言ってるだけじゃねえか・・・・・・ | 」 |
| —斉藤和義（2011年4月15日 第3回 斉藤和義 on USTREAM 『空に星が綺麗』より） | |    |

4月29日の『空に星が綺麗』最終回スペシャルライブで10曲目「黒塗りのセダン」から登場した元BLANKEY JET CITYドラムスの中村達也は、斉藤と雑談を交わしながら「あの後でしょなんか、話題の映像（笑）」「（笑）そうそうそうそう。同じところで録った」「あの背景は。見覚えのある」「ね」「ね」「達っつぁんも巻き込めばよかったな」「俺、その頃東名走ってたかも知れん」と事情を婉曲に打ち明けた。

#### 「ボクらの時代」のTV出演
2011年5月8日、フジテレビ系列放送の収録番組「ボクらの時代」で斉藤は語った。この日に放送された鼎談の3人は、斉藤・立川談春・千原ジュニア。斉藤は東日本大震災の後に「歌っている場合なのか」と悩んだが、斉藤にできることは歌を歌うことであり、斉藤は歌ったのであるという。斉藤は、福島の原発事故が起きてから感じていた物言えぬ気持ち悪さの中、表現方法の一形態として「ずっと好きだった」の歌詞を替えた歌を提示したということである。「ずっとウソだった」の一連の現象に関して「自分が歌った時の気持ちと歌の意味が変わっている」と語る場面もあった。

#### 岩上安身のインタビュー

##### 「6.11脱原発100万人アクション」完全ライブ中継プロジェクト
2011年6月9日、女優の松田美由紀がフリージャーナリストの岩上安身と斉藤を会わせるために設けた30人ほどの食事会にて、岩上は斉藤に臨時インタビューを行った。
およそ11分34秒間のインタビューで始めに岩上は自身の主催するプロジェクトでの「ずっとウソだった」の使用許可を斉藤に求めた。斉藤から使用許可が得られ、プロジェクトのテーマソングとしてフルバージョンにて使用された。斉藤は「自由にみなさんに歌っていただきたくやったようなものなので」「個人的に録ったもの」「是非」にと使用を承諾した。そのプロジェクトとは、原発事故から3ヶ月が過ぎた2011年6月11日に日本全国およそ130ヶ所で一斉に行われた脱原発デモ「6.11脱原発100万人アクション」 の完全ライブ中継プロジェクトである。プロジェクトで使用したフルバージョンは4月7日のYouTubeバージョンではなく4月8日のUstreamバージョンであった。

##### 子どもの誕生、原発事故の心情、過去に制作した原子力の曲
インタビューでさらに斉藤は「ずっとウソだった」の誕生を語った。5月末に行われた『bridge』誌における吉井和哉との対談 同様、原発事故は自身の子どもが生まれたばかりの出来事だったと子どもに言及。自戒の念が強い。ろくに原発を考えずにいた自分にへこんだ。原子力の問題に関しては、忌野清志郎のタイマーズ、1986年のチェルノブイリ原発事故、1999年の東海村JCO臨界事故を通して思うところがあり、過去にそういう歌を作りもしたが、この10年で気持ちが萎えていった。そうした中で斉藤は「やるしかない」と思った、ということであった。
斉藤は東海村JCO臨界事故後、臨界事故の青い光を思わせる曲「青い光」を作詞作曲し、インタビューからおよそ11年前の2000年のアルバム『COLD TUBE』に収録している。

#### 「雨宿り」の発表
東日本大震災関連の楽曲として、斉藤は2011年6月22日にピアノ弾き語りによる「雨宿り」を発表した。この楽曲はデジタル・ダウンロード限定で正式に発売されている。

#### 各種イベントへの参加
2011年4月17日、斉藤はGun powder.Inc主催の日比谷野外大音楽堂ライブイベント「第4回 ザンジバルナイト in 野音 2011」に参加した。イベントの序盤で神聖かまってちゃんは「ずっとウソだった」をアレンジして歌いかけた。終盤に登場した斉藤は家族を持っていることを理由に「ずっとウソだった」を歌わなかった。イベントのフィナーレにスチャダラパーのBOSEが観客を煽り立て、会場は「ずっとウソだったんだぜ」の語句の連呼となった。この第4回のイベントは東日本大震災被災地の子どもへの義援金集めが行われ、義援金全額と売上金の一部が日本ユニセフ協会東日本大震災緊急募金に寄付される。
2011年5月21日、大阪市の舞洲で開催された小籔千豊主催の音楽とお笑いの祭典「第4回 KOYABU SONIC 2011」（コヤブソニック）に斉藤は参加した。斉藤の演目は「1.ベリーベリーストロング 〜アイネクライネ〜 2.満男、飛ぶ 3.ずっとウソだった 4.彼女は言った 5.歌うたいのバラッド 」。吉本興業の「よしもとニュースセンター」によると、新曲「満男、飛ぶ」（小籔主演映画の主題歌）や、「話題の“あの曲”」に会場は大盛り上がりであった。小籔が「皆さんのおかげで大成功できました」と評する「KOYABU SONIC 2011」は、前回同様に大阪府福祉基金と今回新たに東日本大震災義援金への寄付を協力した。「KOYABU SONIC 2011」は、衛星放送「フジテレビNEXT」で2011年8月4日26時より3時間のダイジェストで再放送予定である。
斉藤はその後も、2011年5月29日と5月31日の夢番地ライブイベントや、2011年6月11日の浜崎貴司弾き語りツアーなどに参加し、「ずっとウソだった」を歌い続けている。2011年夏の「フジロック・フェスティバル」出演も決まり、斉藤はメジャーの第一線から降りることなく音楽活動をしている。

### 反響
『ロッキング・オン』誌の兵庫慎司は、同誌ウェブサイト「RO69」（アールオーロック）にて2011年4月7日昼11時48分の時点で「ずっとウソだった」のYouTube投稿動画アドレスを「ぜひご覧ください」と紹介し、兵庫のTwitterタイムラインについて「私のTL、今、これ一色になっています」と報告した。『ミュージック・マガジン』誌は2011年5月号の編集後記で「ゲリラ的に反原発の歌を発信した斉藤和義などは、音楽と社会のあり方に一石を投じることになったと思います」と斉藤の行動に言及した。またある音楽ライターは、斉藤が忌野清志郎の大ファンであり、忌野のRCサクセションが1988年に替え歌の反原発ソング等を収録のカバーアルバム『COVERS』をリリースした経緯を踏まえて起こした行動であると推察した。
インターネット上での注目を裏付けるデータとして、例えば日本におけるTwitterの話題度ランキング2011年4月の有名人部門で斉藤は3位であった。2011年4月7日の日本語版Googleトレンド急上昇ワードでは「斉藤和義」が16位に入っていた。翌4月8日のYahoo! JAPAN急上昇ワードランキングでは「ずっとウソだった」が1位、「斉藤和義 原発」が4位であった。
インターネット上での注目に比して、当時の日本のマスメディアは概ね「ずっとウソだった」を各社ウェブサイトでわずかに取り上げるに留まり、ラジオ局やテレビ局での放送は控えめの様相を呈していたとされる。その背景として、東京電力が日本の民間放送各局の大スポンサーであるために日本の民間放送各局では「反原発」の言葉が封じられてきたという業界関係者による話があり（NHKは総務省が所管する特殊法人である）、加えて東京電力が「原発安全」を日本国民に刷り込んできた、日本のマスメディアにとって原発の問題は最大のタブーである などの指摘がある。『ニューヨーク・タイムズ』紙のアジア・パシフィック版は、日本の大手新聞・テレビが日本の若者たちの展開する反原発運動ソーシャルメディアに殆ど関心を示さないその他方で、"It Was Always a Lie" （ずっとウソだった）はインターネットにおける "an anthem at the protests" （原子力発電への抗議に際する頌歌）および "a vehicle for Japanese anger" （日本人の怒りための媒介物）になったと原発安全神話に関するレポートで論じた。その後、テレビ朝日が、4月27日付朝日新聞紙上の掲載記事 と絡めて、2011年8月20日放送の「報道発 ドキュメンタリ宣言」で「ずっとウソだった」を特集した。
青森県の『東奥日報』紙は1面コラム「天地人」にて、「ずっとウソだった」を原発の安全神話崩壊への皮肉の歌と捉え、井伏鱒二著『黒い雨』とそのモノクロ映画版『黒い雨』を引用し、日本にとって放射性物質（放射性降下物）の「黒い雨」は福島の事故により原爆投下以来の現実となったと論じ、さらに、原発安全と言っていた教科書やCMがウソであり「黒い雨」が降ると歌う「ずっとウソだった」に若者たちはアクセスし、やり場のない怒りを「黒い雨」に向けていると論じた。
日本共産党は「ずっとウソだった」を機関紙『しんぶん赤旗』で取り上げ、日本政府が福島の原発事故発生から1ヶ月余りの4月12日になってようやくその事故がチェルノブイリ原発事故と同じ最高水準のレベル7であることを認めたと日本政府の対応の遅れを指摘した。
沖縄県の『琉球新報』紙は1面コラム「金口木舌」にて「ずっとウソだった」を引用し、東京電力や日本政府の情報開示への不信とグラスノスチの必要性を論じた。

#### 反原発デモでの使用
2011年4月10日、「浜岡原発すぐ止めて! 実行委員会」が主催する反原発の集会とデモ「浜岡原発すぐ止めて! 4・10東京」が東京都の芝公園で開催され、斉藤の「ずっとウソだった」、RCサクセションの「サマータイム・ブルース」などの反原発曲が人々に歌われた。同日、東京都の高円寺ではリサイクルショップ「素人の乱」店主松本哉主催の『超巨大反原発ロックフェスデモ in 高円寺 「被災地支援義援金集め&原発いい加減にしろ!」超巨大反原発ロックフェスデモ』（高円寺・原発やめろデモ!!!!!）が開催され、「ずっとウソだった」が人々に歌われた。高円寺のデモは世界各地に波及したデモで、カナダ・モントリオールの "No Nuke Solidarity Demo" でも "Zutto Uso datta" は歌われた。
2011年4月16日、大阪市の中之島公園で行われた反原発集会で、「ずっとウソだった」の曲が流された。
2011年4月24日、愛媛県松山市の中心街で市民団体「原発さよなら四国ネットワーク」などによりデモ行進が実施され、デモに参加の市民らが「ずっとウソだった」を歌った。同24日、「原発とめよう! 東京ネットワーク」主催の芝公園反原発デモでも「ずっとウソだった」を歌う者達がいた。
2011年5月16日、京都市では「1週間ぶっとおしデモ アゲインスト原発」の初日にあたる日に、市民・学生らが河原町通を三条から四条まで「ずっとウソだったんだぜ」と歌って行進した。

### 同時期の反原発ソングとの比較
「ずっとウソだった」と同時期に日本のミュージシャンにより発表された反原発ソングの1つに、卍LINE（窪塚洋介）の「日本のうた」（2011年4月14日）がある。福島の事故後に高まる世界中の反原発デモへの所見として、窪塚は享受してきた原発に感謝と労いを込め「ありがとう原発、お疲れさん」というデモを展開すべきと発言、そのスタンスは歌詞でも現れる。斉藤は反原発デモに「ずっとウソだった」が使用されている状況について6月9日の岩上安身のインタビューで4月10日の高円寺デモを挙げ「光栄」と発言している。「日本のうた」で窪塚は、「メディア」に言及した。斉藤は「ずっとウソだった」でメディアのうち「CM」を挙げているが、「メディア」そのものは挙げずに、メディア全体には直接言及していない。メディア（マスメディア）側では、朝日新聞社の英語版サイトが「ずっとウソだった」はマスメディアへのメッセージでもある可能性があると想像している。